# 双拱镇
双拱镇，是中华人民共和国四川省达州市大竹县曾经下辖的一个镇。2019年12月，撤销双拱镇，将其所属行政区域划归石河镇管辖。

## 行政区划
双拱镇撤销前下辖以下地区：
街道社区、江水桥村、建设村、云林庵村、广阔村和双拱村。